# Kanton Vitré-Est
Kanton Vitré-Est (francouzsky Canton de Vitré-Est) je francouzský kanton v departementu Ille-et-Vilaine v regionu Bretaň. Tvoří ho 10 obcí.

## Obce kantonu
- Balazé
- Bréal-sous-Vitré
- La Chapelle-Erbrée
- Châtillon-en-Vendelais
- Erbrée
- Mondevert
- Montautour
- Princé
- Saint-M'Hervé
- Vitré (východní část)